# Не заглядывай под кровать
«Не заглядывай под кровать» (англ. Don't Look Under the Bed) — американский детский фильм ужасов 1999 года. Оригинальный фильм канала Дисней. Один из крайне немногочисленных фильмов ужасов студии Дисней.

## Сюжет
Френсис — обыкновенная девочка, послушная дочь и прилежная ученица. Больше всего она мечтает поскорее повзрослеть и ради этого даже перескочила в учёбе через целый класс. Также она, как и все взрослые, знает, что любой вещи обязательно есть логическое объяснение. Поэтому, когда в городе начинают происходить странности, Френсис считает их чьей-то глупой шуткой и пребывает в уверенности, что хулигана скоро поймают. Но происходящее перестаёт казаться ей глупым, когда этот некто подставляет её перед лучшей подругой. Также она несколько раз замечает незнакомого ей парня, который следит за ней и после исчезает неизвестно куда.
После ссоры с подругой Френсис идёт в школу, где её снова ждут неприятности: все ученические шкафчики, исключая её собственный, оказались разрисованы. Естественно, после такого никто не верит, что это сделала не она. В столовой Френсис внезапно встречает своего «преследователя», и тот показывает ей, что хочет поговорить. Френсис думает, что он поможет ей во всём разобраться, но вместо этого парень начинает рассказывать какую-то чушь: якобы все гадости в городе сделал Бугимен, и подставил её тоже он, а сам парень — воображаемый друг по имени Ларри Гудини. Рассерженную Френсис в этот момент вызывают к директору, а Ларри исчезает. В кабинете Френсис продолжает отрицать свою вину и, когда Ларри вновь появляется, обвиняет его, но тут оказывается, что никто, кроме неё, не способен его видеть. Ларри в очередной раз пропадает, оставив растерянную девочку среди недоумевающих учителей.
И в школе, и дома взрослые начинают сомневаться в адекватности Френсис. Тем временем она встречается с Ларри, узнаёт, что воображаемых друзей видят только маленькие дети, и от безысходности соглашается помогать. Вместе они идут в библиотеку и берут «Книгу Буги», после чего отправляются к Френсис. В её доме Ларри сталкивается с её младшим братом Дарвином и радостно заговаривает с ним, но мальчик почему-то его не замечает. Пристыженная Френсис, догадавшись, что именно его воображаемым другом является Ларри, признаётся кое в чём: недавно Дарвин перенёс серьёзную операцию и перед началом сильно боялся; тогда Френсис убедила его перестать верить в воображаемое и начать верить в реальное, например, во врачей. Она сама очень сильно за него боялась и как раз в тот момент, чтобы избавиться от страха, решила повзрослеть, ведь взрослые не боятся ничего. В гневе Ларри говорит, что все дети должны вырасти в нужное время, а Дарвин сделал это слишком рано.
После ночного нападения Бугимена Ларри и Френсис начинают действовать: по инструкциям из «Книги Буги» они создают оружие против Бугимена — Времясвёртыватель — и делают приманку под названием Бугикрем. К несчастью, в крем наступает Дарвин, и Бугимен, пришедший на запах с его обуви, утаскивает его под кровать. Ларри и Френсис берут Времясвёртыватель и бегут к нему на помощь. Но в это время Ларри превращается во второго Бугимена, ведь подобное ждёт любого воображаемого друга, в которого ребёнок перестаёт верить невовремя. Френсис искупляет свою вину и заставляет Дарвина вновь поверить в Ларри, и к парню возвращается его обычный вид. Времясвёртыватель не срабатывает, однако внезапно Френсис узнаёт в изначальном Бугимене свою воображаемую подругу Зои, и она тоже становится собой. Все возвращаются в спальню Френсис, где родители, не замечая Ларри и Зои, извиняются перед ней: оказывается, по новостям только что сообщили, что в соседнем городе начались такие же странности, и, соответственно, Френсис невиновна. Дарвин просит Ларри больше не уходить от него, и Ларри обещает его не бросать, а родители, решив, что Дарвин просто забавно разговаривает с сестрой, уходят из комнаты вместе с ним. Френсис же провожает Ларри и Зои на улицу и прощается с ними — теперь уже навсегда, ведь сейчас она действительно слишком выросла для воображаемых друзей. Им же самим надо разобраться с новым Бугименом, ведь очевидно, что в соседнем городе начал орудовать именно он. Опечаленную Френсис Ларри утешает поцелуем и словами о том, как интересна и взрослая жизнь — интересна не менее, чем детство. Просто наступает пора, когда люди должны расти и идти вперёд, когда реальные друзья становятся важнее воображаемых, когда Френсис нуждается в своей лучшей подруге больше, чем в Зои или Ларри. Он зажигает гирлянду на их доме, и, когда Френсис, отвлёкшись, снова поворачивается, Ларри и Зои уже исчезают.
Спустя какое-то время Дарвин приходит в комнату к Френсис и просится поспать вместе с ней, говоря, что он боится и что Ларри посоветовал ему спросить у неё, как взрослые справляются со страхами. Они обсуждают это и засыпают, а Ларри и Зои невидимо наблюдают за ними с улыбками, после чего также невидимо исчезают.

## В ролях
| Актёр             | Роль                                   |
| ----------------- | -------------------------------------- |
| Эрин Чемберс      | Фрэнсис Бейкон Маккосланд              |
| Джейк Саксон      | Дарвин Маккосланд младший брат Фрэнсис |
| Ти Ходжес         | Ларри Гудини воображаемый друг Дарвина |
| Робин Райкер      | Карен Маккосланд мать Фрэнсис          |
| Стивен Тоболовски | Майкл Маккосланд отец Фрэнсис          |
| Стив Валентайн    | Бугимэн                                |
| Рейчел Кимси      | Зои воображаемая подруга Фрэнсис       |